# Paragetocera
Paragetocera es un género de escarabajos  de la familia Chrysomelidae. En 1929 Laboissière describió el género. Contiene las siguientes especies:
- Paragetocera dilatipennis Zhang & Yang, 2004
- Paragetocera fasciata (Gressitt & Kimoto, 1963)
- Paragetocera flavipes (Chen, 1942)
- Paragetocera involuta (Laboissiere, 1929)
- Paragetocera nigricollis Zhang & Yang, 2004
- Paragetocera nigrimarginalis Jiang, 1992
- Paragetocera pallida (Chen, 1942)
- Paragetocera parvula (Laboissiere, 1929)
- Paragetocera tibialis (Chen, 1942)
- Paragetocera violaceipennis Zhang & Yang, 2004
- Paragetocera yunnanica Jiang, 1992